# 아미앵 대성당
아미앵의 성모 주교좌 성당(프랑스어: cathédrale Notre-Dame d'Amiens) 또는 아미앵 주교좌 성당, 아미앵 대성당은 아미앵 주교좌가 있는 프랑스의 로마 가톨릭교회 대성당이다. 아미앵 대성당은 완만한 산마루에 자리 잡고 있으며, 그곳에서 파리에서 북쪽으로 약 120킬로미터 떨어진 프랑스 피카르디 주의 행정수도를 유유히 가로지르는 솜강을 내려다볼 수 있다.
아미앵 대성당은 프랑스에서 완성된 대성당 가운데 가장 높은 성당이다. 돌을 깎아 만든 둥근 천장이 있는 회중석은 높이가 42.30미터에 이른다. 이보다 더 높은 것은 미완성된 보베 대성당뿐이다. 또한 아미앵 성당은 프랑스의 대성당 가운데 내부 공간이 가장 넓은 성당으로, 그 체적은 20만 입방미터나 된다. 아미앵 대성당은 1220년에서 1270년경에 걸쳐 공사가 진행되어 완공되었으며, 1981년 유네스코 세계유산 목록에 등록되었다.